# Het Bildt
Het Bildt hollandiai község Hollandiában, Frízföld tartományban. Lakosainak száma 10 610 fő (2017. augusztus 1.). Székhelye Sint Annaparochie. Tengerpartja 15,4 kilométer hosszú. A község termőföldje jó, ezért a fő jövedelme a mezőgazdaságból származik. Főként hagymát, burgonyát és gyümölcsöt (almát) termelnek. Lakosainak száma 10 610 fő (2017. augusztus 1.).

## Földrajza
Het Bildt Ferwerderadiel, Franekeradeel, Leeuwarderadeel, Terschelling, Ameland, Menameradiel és Leeuwarden községekkel határos.

## Fordítás
- Ez a szócikk részben vagy egészben  a   Het Bildt című angol Wikipédia-szócikk fordításán alapul.  Az eredeti cikk szerkesztőit annak laptörténete sorolja fel. Ez a jelzés csupán a megfogalmazás eredetét és a szerzői jogokat jelzi, nem szolgál a cikkben szereplő információk forrásmegjelöléseként.